# Tadej Apatič
Tadej Apatič, slovenski nogometaš, * 7. julij 1987, Murska Sobota.
Apatič je nekdanji profesionalni nogometaš, ki je igral na položaju branilca. V svoji karieri je igral za slovenske klube NK Beltinci, Domžale, Ihan, Olimpijo in ND Beltinci, moldavski Sheriff Tiraspol, bolgarsko Slavijo Sofija ter avstrijska Deutschlandsberger in Jennersdorf. Skupno je v prvi slovenski ligi odigral 136 tekem in dosegel štiri gole. Bil je tudi član slovenske reprezentance do 17, 20 in 21 let.